# Habenaria medioflexa
Habenaria medioflexa är en orkidéart som beskrevs av William Bertram Turrill. Habenaria medioflexa ingår i släktet Habenaria och familjen orkidéer. Inga underarter finns listade i Catalogue of Life.